# John Best (Fußballspieler)
John Best (* 11. Juli 1940 in Liverpool, England; † 6. Oktober 2014) war ein englischer und amerikanischer defensiver Fußballspieler und -trainer. Nach einer sehr kurzen Karriere als Spieler der Tranmere Rovers und in Reserve des FC Liverpool wurde er einer der Pioniere der North American Soccer League (NASL), US-Nationalspieler und später Trainer bzw. Manager der Fußballteams Seattle Sounders, Vancouver Whitecaps und Tacoma Stars.
Best spielte in der Saison 1959/60 einige Spiele für die Reservemannschaft des FC Liverpool, verließ den Club aber nach Ende der Saison; spielte dafür jedoch 1960 dafür seine ersten sieben echten Profispiele für Tranmere Rovers.
Seine nächste Profistation folgte erst Ende der 1960er Jahre, als in den USA Spieler für die neue Profiliga gesucht wurden. Zuerst spielte er für die Philadelphia Spartans der National Professional Soccer League sowie die Cleveland Stokers der NASL. Beide Franchisen gingen jedoch jeweils nach kurzer Zeit mit dem Großteil der Ligen bankrott, erst mit seinem dritten Club Dallas Tornado ab 1969 hatte er mehr Glück: dort blieb er bis zu seinem Karriereende 1973 fünf Jahre. In jedem der Jahre wurde er zudem in das All-Star-Team der Liga gewählt. Sein letztes Spiel für Dallas – das Spiel um die Meisterschaft 1973 gegen die Philadelphia Atoms – entschied Best mit einem zum unhaltbaren Selbsttor verunglückten Rückpass zum 0:2. Im selben Sommer wurde zudem in die US-Nationalmannschaft berufen.
Nach dem Ende seiner Spielerkarriere wurde Best erster Trainer der neuen Franchise Seattle Sounders, größter Erfolg war mit dem Club das Erreichen des Meisterschaftshalbfinals 1976. Danach war er bis Anfang der 1980er Jahre Generalmanager der Vancouver Whitecaps. Nach dem Ende der NASL gründete er die Tacoma Stars in der Major Indoor Soccer League.